# المسیلاه
ال-مسیلاه یک منطقهٔ مسکونی در یمن است که در استان حضرموت واقع شده‌است.